# 錦メガネ
錦 メガネ（にしき メガネ、1973年 -）は、日本のゲームシナリオライター、小説家。

## 経歴・人物
2005年には、文芸誌『ファウスト』vol.6 に掲載された書下ろし推理小説「コンバージョン・ブルー」で小説家デビューした。
小説家としてデビューするまで（あるいはしてからも）、美少女ノベルゲームのシナリオライターとして活躍。シナリオライターとしてどのような作品を担当してきたかは明らかにされていない。
雑誌『ファウスト』においては、奈須きのこや竜騎士07、元長柾木、原田宇陀児という同じビジュアルノベル出身の作家とともに新伝綺作家とされ、作品には「学園新伝綺」というコピーがつけられていた。

## 作品リスト

### 小説（雑誌掲載）
- コンバージョン・ブルー　-　イラスト：シオミヤイルカ
  - 第一話（『ファウスト』Vol.6 SIDE-A、講談社、2005年11月）
  - 第二話（『ファウスト』Vol.6 SIDE-B、講談社、2005年12月）
  - 第三話（『ファウスト』Vol.7、講談社、2008年8月）
- コンバージョン・ブルー外伝 Age of the Living Dead （『パンドラ』Vol.1 SIDE-A、講談社、2008年2月）　-　イラスト：シオミヤイルカ

### 漫画原作
- 非実在推理少女あ〜や 1 （作画：シオミヤイルカ、星海社comics、2011年11月）
  - 星海社のウェブサイト「最前線」で連載、2010年9月15日 - ）